# Прошка
Прошка (рум. Proșca) — село у повіті Бузеу в Румунії. Входить до складу комуни Неєнь.
Село розташоване на відстані 79 км на північ від Бухареста, 27 км на захід від Бузеу, 126 км на захід від Галаца, 92 км на південний схід від Брашова.

## Населення
За даними перепису населення 2002 року у селі проживали 309 осіб. Усі жителі села рідною мовою назвали румунську.
Національний склад населення села:
| Національність | Кількість осіб | Відсоток |
| -------------- | -------------- | -------- |
| румуни         | 304            | 98,4%    |
| цигани         | 5              | 1,6%     |